# Shi Hanqing
Shi Hanqing (chinesisch 石汉青, Pinyin Shí Hàn Qīng; * 4. Mai 1989) ist ein chinesischer Poolbillard- und Snookerspieler.

## Karriere
Im September 2009 nahm Shi Hanqing als Wildcardspieler am Shanghai Masters teil, schied aber in der Wildcard-Runde gegen Matthew Selt mit 0:5 aus.
Im Juni 2012 nahm er erstmals an einem PTC-Turnier teil. Bei dem Turnier in Zhangjiagang unterlag er in der ersten Runde dem späteren Finalisten Stephen Lee.
Im August 2009 erreichte er das Viertelfinale der U21-Snookerweltmeisterschaft, das er jedoch mit 1:6 gegen den späteren Finalisten Soheil Vahedi verlor. Bei der Asienmeisterschaft schied er im Halbfinale gegen Mei Xiwen aus und verlor anschließend das Spiel um Platz drei gegen Au Chi Wai.
Beim zweiten und beim dritten PTC-Turnier der Saison 2012/13 zog Shi jeweils ins Achtelfinale ein und verlor dort gegen Barry Hawkins beziehungsweise Ken Doherty. Über die Preisgeldrangliste der PTC-Saison 2012/13 erhielt Shi einen Profiplatz für die Main-Tour-Saisons 2013/14 und 2014/15. Nachdem er in der Saison 2013/14 bei den Yixing Open und bei den Zhangjiagang Open die Runde der letzten 64 erreicht und an keinem vollen Weltranglistenturnier teilgenommen hatte, verlängerte er im Sommer 2014 seine WPBSA-Mitgliedschaft nicht und spielte die zweite Saison seiner Zweijahres-Tourkarte nicht mehr. Er konzentrierte seine Karriere anschließend auf das Poolbillard.
Bereits im Januar 2014 hatte Shi das Finale des World Chinese 8-Ball Masters erreicht dort mit 6:15 gegen den Engländer Gareth Potts verloren. Beim World Chinese 8-Ball Masters 2015 wurde er Fünfter. Drei Wochen später erreichte er bei der Chinese 8-Ball World Championship die Runde der letzten 32 und schied dort gegen Mark Selby aus. Nachdem er beim World Chinese 8-Ball Masters 2016 Siebter geworden war, gelang ihm im März 2016 bei der Chinese 8-Ball World Championship nach einem Halbfinalsieg gegen Titelverteidiger Darren Appleton der Einzug ins Finale, in dem er den Engländer Mick Hill mit 21:20 besiegte.

## Erfolge
| Chinese 8-Ball World Championship: | 2016 |